# Vasili Samarski-Byjovets
Vasili Yevgráfovich Samarski-Byjovets (Oblast de Tomsk, Imperio ruso, 7 de noviembre de 1803jul. - San Petersburgo, Imperio ruso, 31 de mayo de 1870jul.) (en ruso: Василий Евграфович Самарский–Быховец), también conocido como Basilio Samara, fue un militar, geólogo e ingeniero de minas conectado al descubrimiento, en 1847, del mineral samarskita en muestras recogidas en una mina de la región de Miass, en los Montes Urales. El elemento químico samario, aislado a partir de la samarskita, llevará su nombre, volviéndose la primera persona cuyo nombre fue incorporado en la designación de un elemento químico.

## Biografía
Nació en la región de Tomsk, en Siberia, en el seno de una familia de la nobleza rusa. Ingresó en el Ejército Imperial Ruso como cadete, se graduó en 1823 en la entonces Escuela de Minas del Cuerpo de Cadetes (Горный кадетский корпус), en San Petersburgo, a la época ya una de las mejores instituciones de investigación y enseñanza de la mineralogía y tecnología de minas de Europa.
Inició su carrera como oficial del Cuerpo de Ingenieros de Minas del Ejército Ruso. Trabajó, en un primer momento, en las instalaciones metalúrgicas de Kolyvan-Voskresensky (Колывано-Воскресенских), poco después fue transferido para las funciones de encargado de las minas de Salair (Салаирского), en los Montes Altái en Siberia, y después fue inspector de las minas de Ridder y Krukovka (Риддерского и Крюковского), en el actual Kazajistán.
En 1828, fue trasladado a San Petersburgo, donde fue nombrado sucesivamente a los puestos de asistente del director de la Oficina Mineralógica Imperial, la colección de minerales de la corte imperial rusa, y jefe del Departamento de Minería del gobierno imperial.
En 1834 fue promovido a capitán y colocado en el estado-mayor del Cuerpo de Ingenieros de Minas (КГИ - Корпуса горных инженеров), en San Petersburgo, enseñó en la escuela de minería donde se graduó. En 1843 fue promovido a coronel y en 1846 fue nombrado jefe de Estado Mayor del Cuerpo de Ingenieros de Minas, cargo que ejerció hasta 1861.
Mientras fue jefe de Estado Mayor del Cuerpo de Ingenieros de Minas, integró la comisión formada en 1847, bajo la presidencia de Maximiliano de Beauharnais, duque de Leuchtenberg para promover la elaboración de los estatutos del Instituto Estatal de Minas (штата Горного Института), del cual pasó a ser profesor.
En 1852 integró la comisión encargada del desarrollo de la producción de acero en Rusia y en 1853 se encargó de mejorar la producción siderúrgica en Olónets y de proponer cambios en la gestión de las instalaciones mineras y siderúrgicas existentes en aquella región.
En 1855, fue nombrado presidente del servicio de auditoría de las minas del Imperio Ruso, cargo que pasó a acumular con las funciones de autoridad del estado-mayor del Cuerpo de Ingenieros de Minas y las de miembro del consejo y de la comisión científica de aquella institución. Mantuvo también su actividad docente en el Instituto de Minería del Cuerpo de Ingenieros de Minas. En 1860 fue promovido a teniente-general.
En 1861 cesó sus funciones de autoridad del estado-mayor Cuerpo de Ingenieros de Minas y ese mismo año fue nombrado presidente del Cuerpo de Ingenieros de Minas, y poco más tarde fue presidente del Consejo de Minería y de la comisión de revisión del Código de Minería. En 1862 estuvo de licencia en el extranjero durante tres meses para visitar la Exposición Internacional de Londres.
Murió en 1870, en San Petersburgo a los 66 años. Fue enterrado en el cementerio ortodoxo de Volkovsky en San Petersburgo.
Durante su larga y distinguida carrera como oficial militar y administrador de la minería en el Imperio Ruso recibió diversas distinciones honoríficas, entre las cuales destacan el ser miembro de la Orden del águila blanca. En 1839 el químico Heinrich Rose dio el nombre de samarskita a un nuevo mineral descubierto en muestras enviadas de Miass, en el Sur de los Urales, por iniciativa de Vasili Yevgráfovich Samarski-Byjovets. Cuando en ese mineral fue identificado un nuevo elemento químico, el mismo fue denominado samario, siendo el primer nombre de un elemento creado para homenajear una persona.

### Relación con el samario
La samarskita y el samario tienen ese nombre en su honor. Curiosamente, Samarski-Byjovets no estuvo directamente envuelto en la investigación que llevó a la identificación de aquellas substancias, era solo el que autorizaba el acceso las muestras minerales recogidas en los Urales. Samarski-Byjovets autorizó la entrega de muestras al mineralogista alemán Gustav Rose. En 1839, Rose describió el nuevo mineral encontrado en esas muestras y le dio el nombre de uranotantalum, creyendo que en su composición estaba presente el elemento químico tántalo. En 1846–1847, el hermano y compañero de Rose, el también mineralogista Heinrich Rose, determinó que el principal constituyente del mineral era el niobio y sugirió una alteración de nombre para evitar confusión con otros minerales. El nuevo nombre escogido por Gustav Rose fue samarskite en reconocimiento por el papel de Samarski-Byjovets en la obtención de las muestras donde el mineral fuera identificado. Más tarde, diversos elementos del grupo de los lantánidos fueron aislados de aquel mineral, entre los cuales había un elemento desconocido, al que se le dio el nombre de samario, nombre derivado del mineral, y así indirectamente Samarski-Byjovets fue se convirtió en la primera persona cuyo nombre fue incorporado en la designación de un elemento químico.